# قرع الحية الدونياني
قرع الحية الدونياني (الاسم العلمي:Trichosanthes dunniana) هو نوع من النباتات يتبع جنس قرع الحية من الفصيلة القرعية.